# Метамерия (биология)

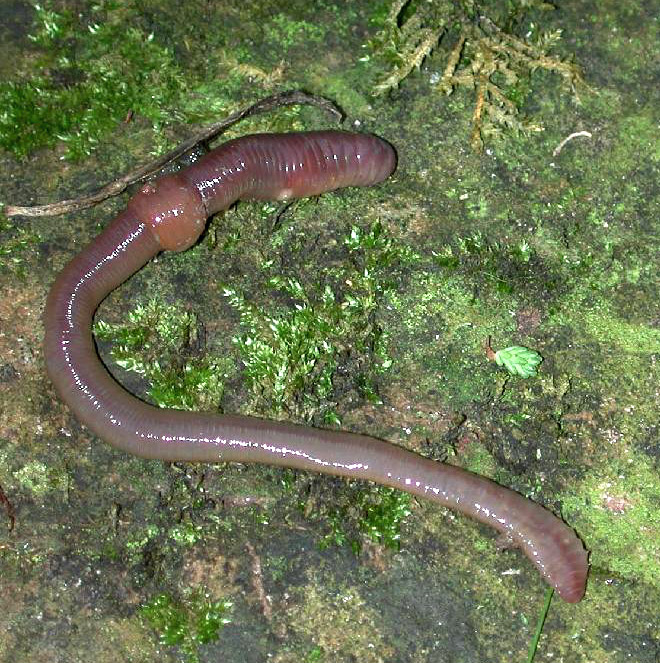
Земляной червь — классический пример метамерии

Метамери́я (от мета- и греч. μέρος — часть, доля, также сегментация, членистость) — разделение тела организмов на повторяющиеся вдоль продольной оси схожие между собой сегменты, так называемые метамеры.
Различают истинную метамерию, охватывающую и внутренние органы, и наружную, или псевдометамерию.

Истинная метамерия у дождевого червя: покровы (4), кровеносные сосуды (5), ганглии (11) повторяются в каждом сегменте

Истинная метамерия может быть полной, когда она охватывает весь организм, такая метамерия присуща кольчатым червям и членистоногим.
В паразитических ленточных червях метамерия проявляется в виде стробиляции — их тела образованы набором одинаковых сегментов (проглоттид), которые почкуются со стороны шейки и образуют цепочку (стробилу).
Для неполных метамерий, охватывающих лишь некоторые части организма, принято выделять дерматомеры (кожные), миомеры (мышечные), склеромеры (скелетные), нейромеры (нервные).
В случае когда метамеры тела сходны по строению и функциям, говорят о гомономной метамерии; в случае дифференциации метамеров и их внешней несхожести метамерию называют гетерономной.
Проявления метамерии у хордовых отчётливо выражены во время зародышевого развития, а на последующих этапах заметны в строении скелета, мускулатуры, нервной и кровеносной систем. Так, у человека метамерические черты заметны в скелете (позвоночник), в устройстве спинномозговых нервов, в чередовании рёбер, межрёберных мышц и нервов.

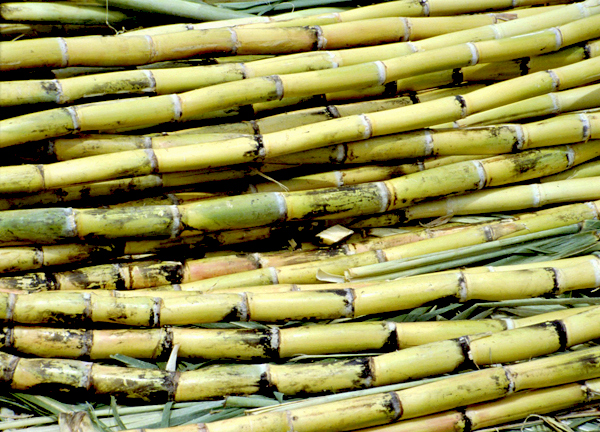
Метамеры на срезанных стеблях сахарного тростника

У высших растений примерами метамеров являются узлы и междоузлия в стебле.